# 纓瘤庫隆長尾鱈
纓瘤庫隆長尾鱈，為輻鰭魚綱鱈形目鼠尾鱈科的其中一種，分布於西大西洋、西印度洋及太平洋海域，屬深海底棲性魚類，深度585-1300公尺，體長可達60公分，棲息在大陸坡底層水域，生活習性不明。

## 扩展阅读
維基物種上的相關：纓瘤庫隆長尾鱈